# Ухао
Ухао (кит. 烏號 «тёмный плач») — волшебный лук, согласно древнекитайской мифологии, принадлежащий Хуан-ди. Жёлтый император устроил пир на земле, и когда прилетел дракон, посланец из небесного дворца, Хуан-ди отправился на нём в небо, однако все люди тоже захотели полететь на нём, схватившись за драконьи усы, которые не выдержали тяжести и оборвались. Лук Хуан-ди, висевший на усах дракона, также упал на землю, таким образом оставшись у людей.